# Непал на зимових Олімпійських іграх 2010
Непал на зимових Олімпійських іграх 2010 був представлений 2 спортсмени в 2 видах спорту.

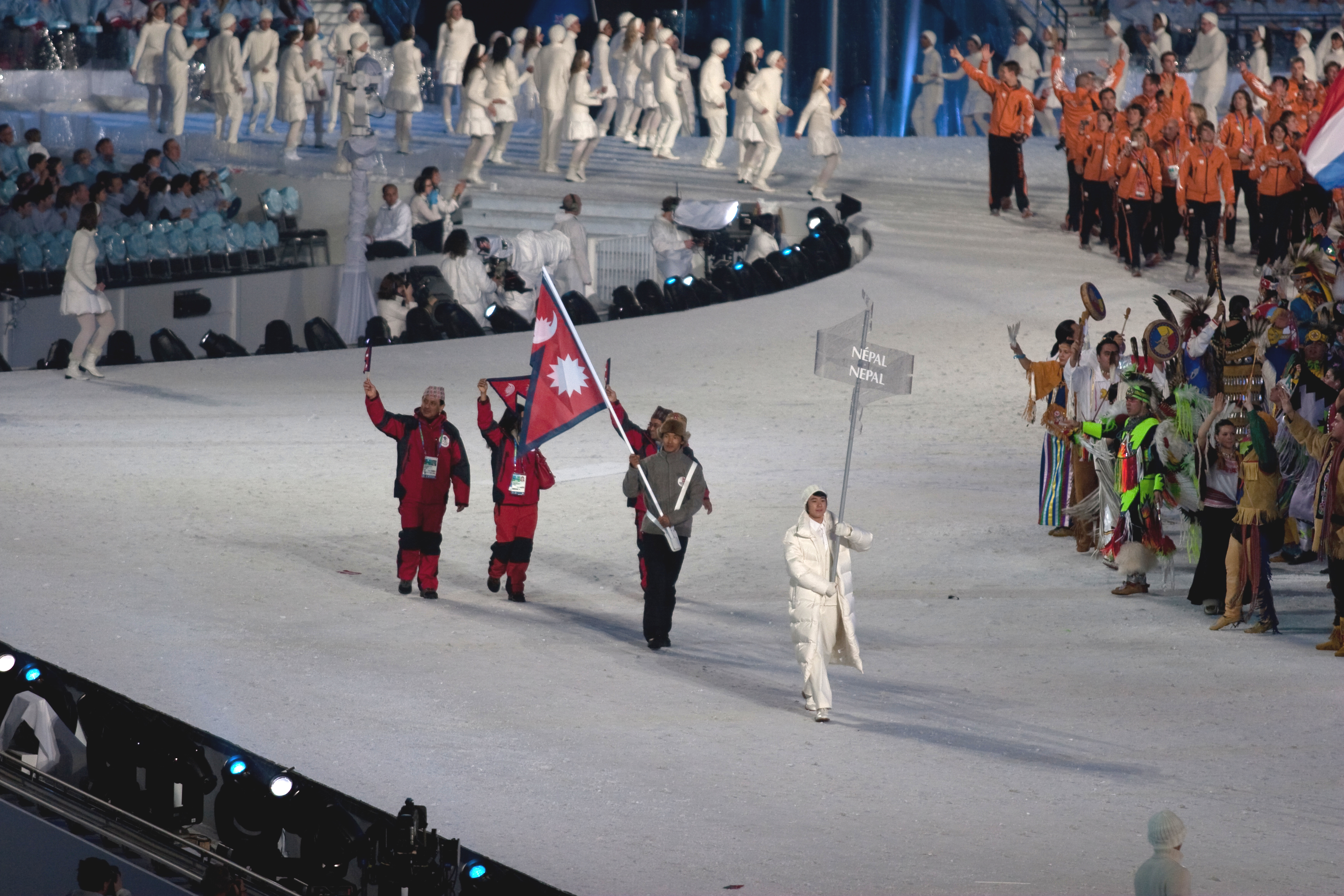
Збірна Непалу під час Параду націй на церемонії відкриття Олімпіади